# Фристайл на зимних Олимпийских играх 1994
Соревнования по фристайлу на зимних Олимпийских играх 1994 года прошли с 15 по 24 февраля на Кантхёуген Фреэстюлеанлегг. На этих олимпийских играх были впервые проведены соревнования по акробатике (до этого она была показательным видом).

## Общий медальный зачёт
| Место | Страна     | Золото | Серебро | Бронза | Всего |
| ----- | ---------- | ------ | ------- | ------ | ----- |
| 1     | Канада     | 1      | 1       | 1      | 3     |
| 2     | Норвегия   | 1      | 0       | 1      | 2     |
| 3     | Швейцария  | 1      | 0       | 0      | 1     |
| 3     | Узбекистан | 1      | 0       | 0      | 1     |
| 5     | Россия     | 0      | 1       | 1      | 2     |
| 6     | США        | 0      | 1       | 0      | 1     |
| 6     | Швеция     | 0      | 1       | 0      | 1     |
| 8     | Франция    | 0      | 0       | 1      | 1     |
|       | Всего      | 4      | 4       | 4      | 12    |

## Медалисты

### Мужчины
| Дисциплина | Золото                      | Серебро                | Бронза                  |
| ---------- | --------------------------- | ---------------------- | ----------------------- |
| Могул      | Жан-Люк Брассар Канада      | Сергей Шуплецов Россия | Эдгар Гроспирон Франция |
| Акробатика | Андреас Шёнбехлер Швейцария | Филипп Ларош Канада    | Ллойд Ланглуа Канада    |

### Женщины
| Дисциплина | Золото                        | Серебро                | Бронза                       |
| ---------- | ----------------------------- | ---------------------- | ---------------------------- |
| Могул      | Стине Лисе Хаттестад Норвегия | Элизабет Макинтайр США | Елизавета Кожевникова Россия |
| Акробатика | Лина Черязова Узбекистан      | Мария Линдгрен Швеция  | Хильде Сюннёве Лид Норвегия  |